# アントン・パス
アントン・パス・ブランコ（Antón Paz Blanco, 1976年8月8日 - ）は、スペイン・マドリード出身の男子セーリング競技選手。

## 経歴
内陸部のマドリードに生まれたが、生後すぐにガリシア州ポンテベドラ県ビラガルシーア・デ・アロウサに移り、大西洋に面した町で育った。
2004年アテネオリンピックではフェルナンド・エチャバリと組んだトーネード級で8位となった。2008年北京オリンピックではフェルナンド・エチャバリと組んだトーネード級で金メダルを獲得した。